# Koenigsegg CCR
Koenigsegg CCR – hipersamochód produkowany przez firmę Koenigsegg. Został zaprojektowany i wyprodukowany w Ängelholm, Szwecji, auto miało premierę w 2004 roku podczas Genewskich Targów Motoryzacyjnych. W 2005 roku był najszybszym samochodem świata. Jest to trzeci model marki zaraz po modelach CC8S oraz CC. Wyprodukowano tylko 14 sztuk.
Podczas swojego debiutu Koenigsegg twierdził, że CCR jest najszybszym samochodem produkcyjnym o teoretycznej prędkości maksymalnej ponad 395 km/h (245 mil/h). Wspomniane roszczenie zostało przetestowane 28 lutego 2005 r. Na włoskim torze Nardò, gdzie zespół pięciu inżynierów i mechaników Koenigsegg wraz z założycielem Christianem von Koenigsegg przetestowali standardowego CCR, prowadzony przez Lorisa Bicocchi rozpędził się do prędkości maksymalnej 387,87 km/h (241,01 mil/h), dzięki czemu zdobył tytuł najszybszego samochodu na świecie bijąc tym Mclarena F1.

## Silnik
- V8 4,7 podwójnie turbodoładowany l 32v
- Moc maksymalna: 817 KM
- Moment obrotowy: 920 Nm

## Osiągi
- Prędkość maksymalna: 395 km/h (ograniczona elektronicznie) – 388 km/h
- Przyspieszenie :
- 0–100 km/h: 3,2 s
- 0–200 km/h : 9,3 s
- 0–300 km/h : 24,9 s
- 0–1⁄4 mile: 11,2 sekund @ 224 km/h (139 mph)